# Max Herold

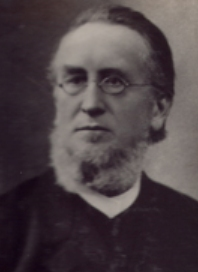
Max Herold

Max Herold (* 27. August 1840 in Rehweiler; † 30. Juli 1921 in Neuendettelsau) war ein lutherischer Theologe und Pastor.

## Leben
Nach dem Besuch des Gymnasiums in Nürnberg studierte Herold Theologie. Im Anschluss an sein Studium wurde Herold 1875 Pfarrer in Schwabach. Außerdem leitete er das städtische Schulwesen sowie den Evangelischen Arbeiterverein. Ab 1876 gab er zusammen mit Ludwig Schöberlein und Eduard Krüger die erste Zeitschrift für evangelische Kirchenmusik Siona. Monatschrift für Liturgie und Kirchenmusik heraus. 1897 wurde er Dekan und damit leitender lutherischer Geistlicher der Stadt und blieb dies bis 1920. Später wurde er auch Königlicher Kirchenrat.
Herold setzte sich für den „rhythmischen“ Gemeindechoralgesang ein, d. h. für die Wiederherstellung der ursprünglichen Rhythmusgestalt der altprotestantischen Kirchenlieder, die seit dem Barock gleichmäßigen Vierer- oder Dreiertakten gewichen war. Er stand lange Jahre dem Bayerischen Kirchengesangverein vor. So war er neben Wilhelm Löhe eine der prägenden Gestalten der kirchenmusikalischen und liturgischen Entwicklungen in der Bayerischen Landeskirche des 19. und frühen 20. Jahrhunderts.

## Ehrungen
- Ehrendoktor (Dr. theol. h. c.) der Universität Erlangen
- Ehrenbürger der Stadt Schwabach (Dr.-Max-Herold-Straße im Stadtteil Eichwasen)

## Werke (Auswahl)
- Da pacem! Formular für Kriegsbetstunden, sowie für Gebetsgottesdienste überhaupt ; auf Grund des bayerischen Agenden-Kerns entworfen und erläutert, Erlangen 1870.
- Passah. Andachten für die heilige Charwoche und das Auferstehungsfest, Nürnberg 1874.
- Vesperale oder die Nachmittage unserer Feste und ihre gottesdienstliche Bereicherung. Vorschläge und Formularien auf altkirchlichem Grunde für das gegenwärtige Bedürfniß; bearbeitet für alle Gemeinden, sowie zum häuslichen Gottesdienste, Nördlingen 1875.
- Über die Einrichtung liturgischer Gottesdienste, Stuttgart 1882.
- Alt-Nürnberg in seinen Gottesdiensten. Ein Beitrag zur Geschichte der Sitte und des Kultus, Gütersloh 1890.
- Schulandacht und Schüler-Gottesdienste. Vortrag am 10. Juni 1891 zu Nürnberg gehalten, Nürnberg 1891.
- Kultus-Bilder aus vier Jahrhunderten. Eine Jubiläumsgabe, Erlangen 1896.
- Die St. Johanniskirche in Nürnberg, Erlangen 1917 (Reprint: Neustadt a. d. Aisch 1999)

Als Herausgeber
- mit Justus Wilhelm Lyra: D. M. Luthers Deutsche Messe und Ordnung des Gottesdienstes in ihren liturgischen und musikalischen Bestandteilen nach der Wittenberger Originalausgabe von 1526 erläutert aus dem System des Gregorianischen Gesanges, 1904.